# Supercopa Sudamericana 1990
La Supercopa Sudamericana 1990 fue la tercera edición del torneo de clubes de América del Sur que reunía a todos los campeones de la Copa Libertadores de América, organizado por la Confederación Sudamericana de Fútbol. En esta oportunidad, no participó Atlético Nacional de Colombia, excluido temporalmente por la confederación continental.
Olimpia de Paraguay se consagró campeón del torneo por primera vez en su historia, tras vencer en la final a Nacional de Uruguay. El título le otorgó además, y de manera automática, la Recopa Sudamericana 1991, ya que el club se había adjudicado el mismo año la Copa Libertadores.

## Formato
El torneo se desarrolló en un formato plenamente eliminatorio, en cuatro rondas desde los octavos hasta la final. Como la cantidad de participantes no permitía elaborar completamente el cuadro, algunos equipos se vieron favorecidos con clasificaciones automáticas a instancias posteriores, como Boca Juniors —campeón defensor, participó desde cuartos de final— y Estudiantes (LP) —que pasó desde octavos de final a semifinales—. Todas las llaves se disputaron en ida y vuelta. Ante la igualdad de puntos, obtenía la clasificación el equipo con mejor diferencia de goles; de persistir el empate, se efectuaron tiros desde el punto penal.
|                               |                               | Equipos que entran en esta fase | Equipos que provienen de la fase anterior                                                        |
| ----------------------------- | ----------------------------- | --- | ------------------------------------------------------------------------------------------------ |
| Octavos de final (12 equipos) | Octavos de final (12 equipos) | - Argentinos Juniors, Cruzeiro, Estudiantes (LP), Flamengo, Grêmio, Independiente, Nacional, Olimpia, Peñarol, Racing Club, River Plate y Santos |                                                                                                  |
| Cuartos de final (6 equipos)  | Cuartos de final (6 equipos)  | - Boca Juniors | - 5 equipos clasificados de los Octavos de final                                                 |
| Semifinales (4 equipos)       | Semifinales (4 equipos)       | | - 1 equipos clasificado de los Octavos de final - 3 equipos clasificados de los Cuartos de final |

## Equipos participantes
| País                      | Equipo                                                                                 | Copas Libertadores ganadas                                                                   |
| ------------------------- | -------------------------------------------------------------------------------------- | -------------------------------------------------------------------------------------------- |
| Argentina 6 participantes | Argentinos Juniors Boca Juniors Estudiantes (LP) Independiente Racing Club River Plate | 1985 1977 – 1978 1968 – 1969 – 1970 1964 – 1965 – 1972 – 1973 – 1974 – 1975 – 1984 1967 1986 |
| Brasil 4 participantes    | Cruzeiro Flamengo Grêmio Santos                                                        | 1976 1981 1983 1962 – 1963                                                                   |
| Paraguay 1 participante   | Olimpia                                                                                | 1979 – 1990                                                                                  |
| Uruguay 2 participantes   | Nacional Peñarol                                                                       | 1971 – 1980 – 1988 1960 – 1961 – 1966 – 1982 – 1987                                          |

### Distribución geográfica de los equipos
Distribución geográfica de las sedes de los equipos participantes:

## Resultados

### Cuadro de desarrollo
|  | Octavos de final                | Octavos de final                | Octavos de final                | Octavos de final                |   |                  | Cuartos de final      | Cuartos de final      | Cuartos de final      | Cuartos de final      |  |               | Semifinales                        | Semifinales                        | Semifinales                        | Semifinales                        |  |         | Final                   | Final                   | Final                   | Final                   |  |
|  | 18 de octubre al 8 de noviembre | 18 de octubre al 8 de noviembre | 18 de octubre al 8 de noviembre | 18 de octubre al 8 de noviembre |   |                  | 14 al 21 de noviembre | 14 al 21 de noviembre | 14 al 21 de noviembre | 14 al 21 de noviembre |  |               | 28 de noviembre al 19 de diciembre | 28 de noviembre al 19 de diciembre | 28 de noviembre al 19 de diciembre | 28 de noviembre al 19 de diciembre |  |         | 5 y 11 de enero de 1991 | 5 y 11 de enero de 1991 | 5 y 11 de enero de 1991 | 5 y 11 de enero de 1991 |  |
|  |                                 |                                 |                                 |                                 |   |                  |                       |                       |                       |                       |  |               |                                    |                                    |                                    |                                    |  |         |                         |                         |                         |                         |  |
|  |                                 |                                 |                                 |                                 |   |                  |                       |                       |                       |                       |  |               |                                    |                                    |                                    |                                    |  |         |                         |                         |                         |                         |  |
|  | Racing Club (p.)                | 0                               | 1                               | 1 (4)                           |   |                  |                       |                       |                       |                       |  |               |                                    |                                    |                                    |                                    |  |         |                         |                         |                         |                         |  |
|  | Racing Club (p.)                | 0                               | 1                               | 1 (4)                           |   |                  |                       |                       |                       |                       |  |               |                                    |                                    |                                    |                                    |  |         |                         |                         |                         |                         |  |
|  | Cruzeiro                        | 1                               | 0                               | 1 (2)                           |   |                  |                       |                       |                       |                       |  |               |                                    |                                    |                                    |                                    |  |         |                         |                         |                         |                         |  |
|  | Cruzeiro                        | 1                               | 0                               | 1 (2)                           |   | Racing Club      | 1                     | 0                     | 1                     |                       |  |               |                                    |                                    |                                    |                                    |  |         |                         |                         |                         |                         |  |
|  |                                 |                                 |                                 |                                 |   | Racing Club      | 1                     | 0                     | 1                     |                       |  |               |                                    |                                    |                                    |                                    |  |         |                         |                         |                         |                         |  |
|  |                                 |                                 | Olimpia                         | 1                               | 3 | 4                |                       |                       |                       |                       |  |               |                                    |                                    |                                    |                                    |  |         |                         |                         |                         |                         |  |
|  | Olimpia (p.)                    | 0                               | Olimpia                         | 1                               | 3 | 4                | 3                     | 3 (4)                 |                       |                       |  |               |                                    |                                    |                                    |                                    |  |         |                         |                         |                         |                         |  |
|  | Olimpia (p.)                    | 0                               |                                 |                                 |   |                  |                       |                       |                       |                       |  |               |                                    |                                    |                                    |                                    |  |         |                         |                         |                         |                         |  |
|  | River Plate                     | 3                               | 0                               | 3 (3)                           |   |                  |                       |                       |                       |                       |  |               |                                    |                                    |                                    |                                    |  |         |                         |                         |                         |                         |  |
|  | River Plate                     | 3                               | 0                               | 3 (3)                           |   |                  |                       |                       |                       |                       |  | Olimpia       | 1                                  | 6                                  | 7                                  |                                    |  |         |                         |                         |                         |                         |  |
|  |                                 |                                 |                                 |                                 |   |                  |                       |                       |                       |                       |  | Olimpia       | 1                                  | 6                                  | 7                                  |                                    |  |         |                         |                         |                         |                         |  |
|  |                                 |                                 | Peñarol                         | 2                               | 0 | 2                |                       |                       |                       |                       |  |               |                                    |                                    |                                    |                                    |  |         |                         |                         |                         |                         |  |
|  |                                 |                                 | Peñarol                         | 2                               | 0 | 2                |                       |                       |                       |                       |  |               |                                    |                                    |                                    |                                    |  |         |                         |                         |                         |                         |  |
|  |                                 |                                 |                                 |                                 |   |                  |                       |                       |                       |                       |  |               |                                    |                                    |                                    |                                    |  |         |                         |                         |                         |                         |  |
|  |                                 |                                 |                                 |                                 |   |                  |                       |                       |                       |                       |  |               |                                    |                                    |                                    |                                    |  |         |                         |                         |                         |                         |  |
|  |                                 | Boca Juniors                    | 1                               | 0                               | 1 |                  |                       |                       |                       |                       |  |               |                                    |                                    |                                    |                                    |  |         |                         |                         |                         |                         |  |
|  |                                 |                                 |                                 |                                 | 1 |                  |                       |                       |                       |                       |  |               |                                    |                                    |                                    |                                    |  |         |                         |                         |                         |                         |  |
|  |                                 |                                 | Peñarol                         | 0                               | 2 | 2                |                       |                       |                       |                       |  |               |                                    |                                    |                                    |                                    |  |         |                         |                         |                         |                         |  |
|  | Santos                          | 0                               | Peñarol                         | 0                               | 2 | 2                | 2                     | 2 (2)                 |                       |                       |  |               |                                    |                                    |                                    |                                    |  |         |                         |                         |                         |                         |  |
|  | Santos                          | 0                               |                                 |                                 |   |                  |                       |                       |                       |                       |  |               |                                    |                                    |                                    |                                    |  |         |                         |                         |                         |                         |  |
|  | Peñarol (p.)                    | 0                               | 2                               | 2 (4)                           |   |                  |                       |                       |                       |                       |  |               |                                    |                                    |                                    |                                    |  |         |                         |                         |                         |                         |  |
|  | Peñarol (p.)                    | 0                               | 2                               | 2 (4)                           |   |                  |                       |                       |                       |                       |  |               |                                    |                                    |                                    |                                    |  | Olimpia | 3                       | 3                       | 6                       |                         |  |
|  |                                 |                                 |                                 |                                 |   |                  |                       |                       |                       |                       |  |               |                                    |                                    |                                    |                                    |  | Olimpia | 3                       | 3                       | 6                       |                         |  |
|  |                                 |                                 | Nacional                        | 0                               | 3 | 3                |                       |                       |                       |                       |  |               |                                    |                                    |                                    |                                    |  |         |                         |                         |                         |                         |  |
|  | Nacional                        | 1                               | Nacional                        | 0                               | 3 | 3                | 2                     | 3                     |                       |                       |  |               |                                    |                                    |                                    |                                    |  |         |                         |                         |                         |                         |  |
|  | Nacional                        | 1                               |                                 |                                 |   |                  |                       |                       |                       |                       |  |               |                                    |                                    |                                    |                                    |  |         |                         |                         |                         |                         |  |
|  | Independiente                   | 1                               | 1                               | 2                               |   |                  |                       |                       |                       |                       |  |               |                                    |                                    |                                    |                                    |  |         |                         |                         |                         |                         |  |
|  | Independiente                   | 1                               | 1                               | 2                               |   | Nacional         | 1                     | 3                     | 4                     |                       |  |               |                                    |                                    |                                    |                                    |  |         |                         |                         |                         |                         |  |
|  |                                 |                                 |                                 |                                 |   | Nacional         | 1                     | 3                     | 4                     |                       |  |               |                                    |                                    |                                    |                                    |  |         |                         |                         |                         |                         |  |
|  |                                 |                                 | Argentinos Juniors              | 2                               | 1 | 3                |                       |                       |                       |                       |  |               |                                    |                                    |                                    |                                    |  |         |                         |                         |                         |                         |  |
|  | Flamengo                        | 1                               | Argentinos Juniors              | 2                               | 1 | 3                | 3                     | 4 (3)                 |                       |                       |  |               |                                    |                                    |                                    |                                    |  |         |                         |                         |                         |                         |  |
|  | Flamengo                        | 1                               |                                 |                                 |   |                  |                       |                       |                       |                       |  |               |                                    |                                    |                                    |                                    |  |         |                         |                         |                         |                         |  |
|  | Argentinos Juniors (p.)         | 3                               | 1                               | 4 (4)                           |   |                  |                       |                       |                       |                       |  |               |                                    |                                    |                                    |                                    |  |         |                         |                         |                         |                         |  |
|  | Argentinos Juniors (p.)         | 3                               | 1                               | 4 (4)                           |   |                  |                       |                       |                       |                       |  | Nacional (p.) | 0                                  | 0                                  | 0 (5)                              |                                    |  |         |                         |                         |                         |                         |  |
|  |                                 |                                 |                                 |                                 |   |                  |                       |                       |                       |                       |  | Nacional (p.) | 0                                  | 0                                  | 0 (5)                              |                                    |  |         |                         |                         |                         |                         |  |
|  |                                 |                                 | Estudiantes (LP)                | 0                               | 0 | 0 (3)            |                       |                       |                       |                       |  |               |                                    |                                    |                                    |                                    |  |         |                         |                         |                         |                         |  |
|  | Estudiantes (LP)                | 0                               | Estudiantes (LP)                | 0                               | 0 | 0 (3)            | 2                     | 2                     |                       |                       |  |               |                                    |                                    |                                    |                                    |  |         |                         |                         |                         |                         |  |
|  | Estudiantes (LP)                | 0                               |                                 |                                 |   |                  |                       |                       |                       |                       |  |               |                                    |                                    |                                    |                                    |  |         |                         |                         |                         |                         |  |
|  | Grêmio                          | 1                               | 0                               | 1                               |   |                  |                       |                       |                       |                       |  |               |                                    |                                    |                                    |                                    |  |         |                         |                         |                         |                         |  |
|  | Grêmio                          | 1                               | 0                               | 1                               |   | Estudiantes (LP) | –                     | –                     | –                     |                       |  |               |                                    |                                    |                                    |                                    |  |         |                         |                         |                         |                         |  |
|  |                                 |                                 |                                 |                                 |   | Estudiantes (LP) | –                     | –                     | –                     |                       |  |               |                                    |                                    |                                    |                                    |  |         |                         |                         |                         |                         |  |
|  |                                 |                                 | Libre                           | –                               | – | –                |                       |                       |                       |                       |  |               |                                    |                                    |                                    |                                    |  |         |                         |                         |                         |                         |  |
|  |                                 |                                 | Libre                           | –                               | – | –                |                       |                       |                       |                       |  |               |                                    |                                    |                                    |                                    |  |         |                         |                         |                         |                         |  |
|  |                                 |                                 |                                 |                                 |   |                  |                       |                       |                       |                       |  |               |                                    |                                    |                                    |                                    |  |         |                         |                         |                         |                         |  |
|  |                                 |                                 |                                 |                                 |   |                  |                       |                       |                       |                       |  |               |                                    |                                    |                                    |                                    |  |         |                         |                         |                         |                         |  |
|  |                                 |                                 |                                 |                                 |   |                  |                       |                       |                       |                       |  |               |                                    |                                    |                                    |                                    |  |         |                         |                         |                         |                         |  |
|  |                                 |                                 |                                 |                                 |   |                  |                       |                       |                       |                       |  |               |                                    |                                    |                                    |                                    |  |         |                         |                         |                         |                         |  |

- Nota: En cada llave, el equipo que ocupa la primera línea es el que definió la serie como local.

### Octavos de final
| 26 de octubre de 1990 | Cruzeiro   | 1:0 (1:0) | Racing Club | Estadio Mineirão, Belo Horizonte |                                 |
|                       | Heyder 38' |           |             | Árbitro(s): Eduardo Dluzniewski  | Árbitro(s): Eduardo Dluzniewski |

| 7 de noviembre de 1990 | Racing Club                      | 1:0 (1:0) (4:2 p.)         | Cruzeiro                                    | Estadio El Cilindro, Avellaneda |                             |
|                        | H. Pérez (pen.)                  |                            |                                             | Árbitro(s): Ernesto Filippi     | Árbitro(s): Ernesto Filippi |
|                        |                                  | Tiros desde el punto penal |                                             |                                 |                             |
|                        | H. Pérez · Homann · Paz · Fabbri |                            | Ademir · Luís Fernando · Francisco · Heyder |                                 |                             |

| 31 de octubre de 1990 | River Plate                      | 3:0 (0:0) | Olimpia | Estadio Monumental, Buenos Aires |                              |
|                       | Berti 61' · Medina Bello 75' 76' |           |         | Árbitro(s): Renato Marsiglia     | Árbitro(s): Renato Marsiglia |

| 7 de noviembre de 1990 | Olimpia                                                      | 3:0 (2:0) (4:3 p.)         | River Plate                                                     | Estadio Defensores del Chaco, Asunción |                          |
|                        | Samaniego 14' · Monzón · Amarilla (pen.)                     |                            |                                                                 | Árbitro(s): Hernán Silva               | Árbitro(s): Hernán Silva |
|                        |                                                              | Tiros desde el punto penal |                                                                 |                                        |                          |
|                        | Almeida · Villalba · Monzón · M. Ramírez · Amarilla · Suárez |                            | Da Silva · Medina Bello · Astrada · Berti · Gutiérrez · H. Díaz |                                        |                          |

| 18 de octubre de 1990 | Peñarol | 0:0 | Santos | Estadio José Pedro Damiani, Montevideo |  |

| 8 de noviembre de 1990 | Santos                                  | 2:2 (2:1) (2:4 p.)         | Peñarol                             | Estadio de Vila Belmiro, Santos |  |
|                        | Mendonça                                |                            | V. López · Barán                    |                                 |  |
|                        |                                         | Tiros desde el punto penal |                                     |                                 |  |
|                        | Almir · Flavinho · Derval · Luiz Carlos |                            | Villar · Barán · Da Silva · Montero |                                 |  |

| 24 de octubre de 1990 | Independiente | 1:1 (0:1) | Nacional    | Estadio La Doble Visera, Avellaneda |                           |
|                       | Insúa (pen.)  |           | Dely Valdés | Árbitro(s): Gastón Castro           | Árbitro(s): Gastón Castro |

| 8 de noviembre de 1990 | Nacional        | 2:1 (1:0) | Independiente | Estadio Centenario, Montevideo  |                                 |
|                        | Cabrera · Lemos |           | Artime        | Árbitro(s): José Roberto Wright | Árbitro(s): José Roberto Wright |

| 26 de octubre de 1990 | Argentinos Juniors          | 3:1 (2:0) | Flamengo     | Estadio Atlanta, Buenos Aires |                          |
|                       | Coloccini · Perazzo · Cejas |           | Luís Antônio | Árbitro(s): Oscar Ortubé      | Árbitro(s): Oscar Ortubé |

| 8 de noviembre de 1990 | Flamengo                                                | 3:1 (1:1) (3:4 p.)         | Argentinos Juniors                                         | Estadio de Maracaná, Río de Janeiro |                                   |
|                        | Nélio · Renato Gaúcho · Gaúcho                          |                            | P. Hernández                                               | Árbitro(s): Estanislao Barrientos   | Árbitro(s): Estanislao Barrientos |
|                        |                                                         | Tiros desde el punto penal |                                                            |                                     |                                   |
|                        | Josimar · Zé Ricardo · Renato Gaúcho · Rogério · Gaúcho |                            | P. Hernández · Ortega · Cáceres · Mac Allister · Coloccini |                                     |                                   |

| 31 de octubre de 1990 | Grêmio             | 1:0 (0:0) | Estudiantes | Estadio Olímpico Monumental, Porto Alegre |                           |
|                       | Prátola 88' (a.g.) |           |             | Árbitro(s): Carlos Maciel                 | Árbitro(s): Carlos Maciel |

| 8 de noviembre de 1990 | Estudiantes (LP)     | 2:0 (1:0) | Grêmio | Estadio Jorge Luis Hirschi, La Plata |                                 |
|                        | Trotta · Peinado 85' |           |        | Árbitro(s): Enrique Marín Gallo      | Árbitro(s): Enrique Marín Gallo |

### Cuartos de final
| 14 de noviembre de 1990 | Olimpia    | 1:1 (0:0) | Racing Club        | Estadio Defensores del Chaco, Asunción |                             |
|                         | Franco 88' |           | Ortega Sánchez 79' | Árbitro(s): Ernesto Filippi            | Árbitro(s): Ernesto Filippi |

| 21 de noviembre de 1990 | Racing Club | 0:3 (0:1) | Olimpia                                   | Estadio El Cilindro, Avellaneda |                               |
|                         |             |           | Guasch 39' · Amarilla 46' · Samaniego 54' | Árbitro(s): Luís Carlos Félix   | Árbitro(s): Luís Carlos Félix |

| 14 de noviembre de 1990 | Peñarol | 0:1 (0:1) | Boca Juniors | Estadio Centenario, Montevideo |                              |
|                         |         |           | Giunta 41'   | Árbitro(s): Renato Marsiglia   | Árbitro(s): Renato Marsiglia |

| 21 de noviembre de 1990 | Boca Juniors | 0:2 (0:1) | Peñarol                         | Estadio La Bombonera, Buenos Aires |                          |
|                         |              |           | Silvera 37' · Villar 82' (pen.) | Árbitro(s): Hernán Silva           | Árbitro(s): Hernán Silva |

| 15 de noviembre de 1990 | Argentinos Juniors     | 2:1 (0:1) | Nacional        | Estadio Atlanta, Buenos Aires |                           |
|                         | Pérez 47' · Ortega 54' |           | Dely Valdés 42' | Árbitro(s): Carlos Maciel     | Árbitro(s): Carlos Maciel |

| 21 de noviembre de 1990 | Nacional                                 | 3:1 (0:0) | Argentinos Juniors | Estadio Centenario, Montevideo |                           |
|                         | Vargas 71' · Revelez 87' · Cabrera 90+2' |           | Ortega 81'         | Árbitro(s): Gastón Castro      | Árbitro(s): Gastón Castro |

### Semifinales
| 28 de noviembre de 1990 | Estudiantes (LP) | 0:0 | Nacional | Estadio La Doble Visera, Avellaneda |  |
|                         |                  |     |          | Árbitro(s): Renato Marsiglia        |  |

| 5 de diciembre de 1990 | Nacional                               | 0:0 (5:3 p.)               | Estudiantes                            | Estadio Centenario, Montevideo       |  |
|                        |                                        |                            |                                        | Árbitro(s): Wilson Carlos dos Santos |  |
|                        |                                        | Tiros desde el punto penal |                                        |                                      |  |
|                        | Ramos · Lemos · Soca · Gómez · Revelez |                            | Iribarren · Capria · Erbín · Centurión |                                      |  |

| 28 de noviembre de 1990 | Peñarol       | 2:1 (1:0) | Olimpia  | Estadio Centenario, Montevideo |                       |
|                         | Paz · Silvera |           | Amarilla | Árbitro(s): Juan Bava          | Árbitro(s): Juan Bava |

| 19 de diciembre de 1990 | Olimpia                                | 6:0 (2:0) | Peñarol | Estadio Defensores del Chaco, Asunción |                          |
|                         | González · Amarilla · Suárez · Cáceres |           |         | Árbitro(s): Hernán Silva               | Árbitro(s): Hernán Silva |

### Final
| 5 de enero de 1991 | Nacional | 0:3 (0:0) | Olimpia                                     | Estadio Centenario, Montevideo  |                                 |
|                    |          |           | González 61' · Amarilla 82' · Samaniego 79' | Árbitro(s): José Roberto Wright | Árbitro(s): José Roberto Wright |

| 11 de enero de 1991 | Olimpia                                   | 3:3 (1:2) | Nacional                                | Estadio Defensores del Chaco, Asunción |                                 |
|                     | Samaniego 26' · Amarilla 49' · Monzón 69' |           | Cardaccio 4' · Morán 31' · W. Núñez 79' | Árbitro(s): Juan Carlos Loustau        | Árbitro(s): Juan Carlos Loustau |

|                             |
|                             |
| Campeón Olimpia 1.er título |

## Estadísticas

### Clasificación general
| Pos. | Equipo             | Pts | PJ | PG | PE | PP | GF | GC | Dif. | Rend.  |
| ---- | ------------------ | --- | -- | -- | -- | -- | -- | -- | ---- | ------ |
| 1    | Olimpia            | 10  | 8  | 4  | 2  | 2  | 20 | 9  | 11   | 62,50% |
| 2    | Nacional           | 8   | 8  | 2  | 4  | 2  | 10 | 11 | −1   | 50%    |
| 3    | Estudiantes (LP)   | 4   | 4  | 1  | 2  | 1  | 2  | 1  | 1    | 50%    |
| 4    | Peñarol            | 6   | 6  | 2  | 2  | 2  | 6  | 10 | −4   | 50%    |
| 5    | Argentinos Juniors | 4   | 4  | 2  | 0  | 2  | 7  | 8  | −1   | 50%    |
| 6    | Boca Juniors       | 2   | 2  | 1  | 0  | 1  | 1  | 2  | −1   | 50%    |
| 7    | Racing Club        | 3   | 4  | 1  | 1  | 2  | 2  | 5  | −3   | 37,50% |
| 8    | Flamengo           | 2   | 2  | 1  | 0  | 1  | 4  | 4  | 0    | 50%    |
| 9    | River Plate        | 2   | 2  | 1  | 0  | 1  | 3  | 3  | 0    | 50%    |
| 10   | Santos             | 2   | 2  | 0  | 2  | 0  | 2  | 2  | 0    | 50%    |
| 11   | Cruzeiro           | 2   | 2  | 1  | 0  | 1  | 1  | 1  | 0    | 50%    |
| 12   | Grêmio             | 2   | 2  | 1  | 0  | 1  | 1  | 2  | −1   | 50%    |
| 13   | Independiente      | 1   | 2  | 0  | 1  | 1  | 2  | 3  | −1   | 25%    |

### Goleadores
| Jugador               | Club    | Goles |
| --------------------- | ------- | ----- |
| Raúl Vicente Amarilla | Olimpia | 7     |
| Adriano Samaniego     | Olimpia | 4     |
| Gabriel González      | Olimpia | 3     |